# Svalstjärtad nattskärra
Svalstjärtad nattskärra (Uropsalis segmentata) är en fågel i familjen nattskärror.

## Utseende och läte
Svalstjärtad nattskärra är en brun- och beigefärgad fågel med hos hanen en extremt lång stjärt som är många gånger längre än kroppen. Den liknar lyrnattskärra, men har inte lika tydligt kanelbrunt på nacken och saknar vita spetsar på stjärten. Honen kan förväxlas med bandvingad nattskärra, men saknar vita vingteckningar. Hanens såg består av en spöklik raspig vissling som först stiger i tonhöjd och sedan faller.

## Utbredning och systematik
Svalstjärtad nattskärra delas in i två underarter:
- Uropsalis segmentata segmentata – förekommer i Anderna i Colombia och norra Ecuador
- Uropsalis segmentata kalinowskii – förekommer i Andernas östsluttning från centrala Peru till västra Bolivia

## Levnadssätt
Svalstjärtsnattskärra hittas i högre delar av Anderna. Den hittas i skogsbryn och påträffas ofta nära bergskärningar, klippsidor och skred där den jagar insekter i luften. Som de allra flesta nattskärror är den nattlevande.

## Status och hot
Arten har ett stort utbredningsområde, men tros minska i antal, dock inte tillräckligt kraftigt för att den ska betraktas som hotad. Internationella naturvårdsunionen IUCN listar arten som nära hotad (LC).